# Joseph Merkl (Musiker)
Joseph Merkl, auch Josef Merkl (* 23. Mai 1865 in München; † 17. Dezember 1913), war ein deutscher Fagottist und Kgl. Hofmusiker. 
Merkl studierte von 1880 bis 1886 Fagott und Kontrapunkt an der Königlichen Musikschule München. Seine Lehrer waren der Hofkammermusiker und Fagottist Christian Mayer und der Komponist und Organist Josef Gabriel Rheinberger für die Fächer Komposition und Kontrapunkt. Merkl wirkte in München als Hofmusiker im Münchner Hoforchester und gastierte in Bayreuth.